# Legenda o galaktičkim junacima
Legenda o galaktičkim junacima (japanski 銀河英雄伝説 Ginga Eiyū Densetsu), znan i po kratici LOGH, je japanska ZF franšiza koja obuhvaća romane autora Yoshikija Tanake, mangu, OVA anime seriju koja je emitirana od 1988. do 1997. te nekoliko anime filmova. Niti manga niti anime nisu službeno pušteni u englesku i hrvatsku distribuciju. Anime serija, u režiji Nobore Ishigure, obuhvaća 110 epizoda.
Smještena negdje u daleko 36. stoljeće (ili kasno 8. stoljeće po "svemirskom dobu"), Legenda o galaktičkim junacima je priča o dugogodišnjem svemirskom ratu u galaksiji u kojoj su ljudi naselili sve planete te su podijeljeni u dvije sukobljene strane: monarhističko Galaktičko carstvo i demokratsku Slobodnu alijansu planeta.
U 2005., TV Asahi je objavio dvije liste "100 najboljih animiranih ostvarenja". Legenda o galaktičkim junacima se našla na listi koja je sastavljena prema anketi provedenoj diljem nacije, na 77. mjestu U časopisu Animage, Legenda o galaktičkim junacima je 1989. završila na 17. mjestu na listi najboljih animea godine, sa 141 glasom čitatelja (prvo je mjesto zauzeo Moj susjed Totoro) dok je Yang Wenli proglašen 20. najomiljenijim muškim likom a 1990. na 19. mjestu, sa 128 glasova.

## Radnja
Priča je smještena u daleku budućnost, otprilike u 36. stoljeću, kada su ljudi naselili planete diljem Mliječne staze. Nema vanzemaljskih civilizacija. Već 150 godina traje rat između dva dijela galaksije: Galaktičkog carstva, koje želi proširiti svoju vladavinu monarhije po poznatom svemiru te Slobodnu alijansu planeta koje želi proširiti svoju vladavinu demokracije, jer smatra da se time bori protiv diktature. 
U Galaktičkom carstvu, vojnik Reinhard von Lohengramm se vrlo brzo penje po hijerarhiji te gomila moć u svoje ruke. Njegova je motivacija prekinuti korupciju kraljevske obitelji Goldenbaum i osloboditi svoju sestru Annerose, koja je prodana caru kao konkubina. Kasnije želi smijeniti Goldenbaume i pobijediti Slobodnu alijansu planeta, kako bi ujedinio cijelu galaksiju. 
U međuvremenu, u Slobodnoj alijansi planeta, Yang Wen-li je također vojni genij koji se penje po hijerarhiji. Isprva je htio postati povjesničar na vojnoj akademiji, te se priključio taktičkoj diviziji samo zbog novca. No vrlo je brzo postao admiral zbog vještine ratovanja koja mu je donijela razne pobjede. Reinhard i Yang ubrzo postanu glavni protivnici, ali se međusobno poštuju. Yang samo želi prisiliti carstvo na pregovore kako bi se rat napokon završio. Jedan od njegovih najpoznatijih citata je sljedeći:
| »           | Ima u stvari jako malo ratova između dobra i zla. Većina su između jednog dobra i drugog dobra | « |
| Yang Wen-li |                                                                                                |   |

Priča također prati široki raspon likova i intriga u politici. Likovi su plemići, admirali, političari ali i obični vojnici, seljaci i civili koji svi imaju drugačija iskustva s ratom.  
Postoji i treća, neutralna sila u galaksiji, vlast Phezzan, država-planet koja trguje s obje strane te ima svoje vlastite tajne ciljeve u sukobu, koji tek na kraju izlaze na vidjelo. Tu je i kult Zemlje, religija koja tvrdi da Slobodna alijansa planeta mora osvojiti Zemlju koja se nalazi na području Galaktičkog carstva. Kult i Phezzan sudjeluju u urotama kako bi stavili cijelu galaksiju pod svoju tajnu vlast.

## Glasovi
- Kei Tomiyama - Yang Wen-li
- Ryo Horikawa - Reinhard von Lohengramm
- Goro Naya - Merkatz
- Kaneto Shiozawa - Paul von Oberstein
- Katsuji Mori - Wolfgang Mittermeyer
- Kazuhiko Inoue - Dusty Attemborough
- Keaton Yamada - Alex Cazerne
- Keiichi Noda - Fritz Josef Bittenfeld
- Keiko Han - Annerose von Grünewald
- Kiyoshi Kobayashi - Adrian Rubinsky
- Kotono Mitsuishi - Katerose von Kreutzer
- Kousei Tomita - Alexander Bucock
- Masaaki Okabe - Samuel August Wahlen
- Masako Katsuki - Hildegard von Mariendorf
- Masashi Hironaka - Siegfried Kircheis
- Michio Hazama - Walter von Schönkopf

## Kritike
| „            | Doista ne želim ovo skratiti. Da se pita mene, ova recenzija bi dosegla razmjere doktorske disertacije. A čak i tu, nema načina dati potpunu analizu Legende o galaktičkim junacima prije spoznaje da sam jedva ogrebao površinu ovog praktički nenadmašnog remek-djela. Bilo bi drsko od mene ovo hvaliti kao najbolji anime svih vremena. Ali misliti o ovome kao o bilo čemu manjem od kandidata za isti znači uvelike podcijeniti ono što LOGH ostvaruje...Teme s vremenom postaju sve relevantnije, te kulminiraju u vjerojatno najboljoj antiratnoj poruci u povijesti animea. Nemam pojma kakav je anime u usporedbi s romanom, međutim to ne sprječava ovu OVU da postane izvanredno ostvarenje samo po sebi. Imam dojam da sam puno stekao od gledanja LOGH-a. A vjerujem da će i drugi. | ” |
| — Kavik Ryx, | |   |

| „                 | Počela sam ovo gledati misleći da je samo klon animea Captain Harlock, ali me potpuno iznenadio ovaj skriveni dragulj koji ne dobiva dovoljno pažnje od ljubitelja animea...Priča je predstavljena kroz oči stotina, možda i tisuća likova. Od kraljeva do običnih civila, vidimo kako postupci onih na vlasti utječu na živote po svemiru. Nitko nije samo običan vojnik ili 'lice u gomili' - svatko ima priču za ispričati, pozadinu koja utječe na budućnost a LOGH je napravio odličan posao u sastavljanju šarolike slike svemira...Istinski klasik. | ” |
| — Hannah Stanton, | |   |

| „                        | Počeo sam gledati Legendu o galaktičkim junacima u 2009. te ju konačno završio u 2011. Točnije, trebalo mi je godinu i pol da pogledam svih 110 epizoda. Da budem iskren, mislio sam da će biti dosadna svemirska opera sa teškim dijalozima, no bila je zapravo intrigantna, pametna svemirska opera sa teškim dijalozima. Priča nije one vrste koje iznenađuju neočekivanim obratima ili načinima pričanja priče koje nikada prije niste vidjeli. Zapravo, priča je prilično izravna i potpuno oguljena svih nepredvidivosti. Međutim, u svkom pogledu, to je samo zato što su objašnjenja tako dobro obavljena. Ukratko, LOGH je potpuno novi svijet...Ono što izdiže ovu seriju od drugih franšiza istog žanra je to što nikada ne identificira tko je dobar a tko zao...Čak ni ja ne mogu preporučiti ovo najvećem ljubitelju animea ako taj ne može podnijeti teške dijaloge i politiku. Međutim, mogu samo reći da nema nijednog drugog animea poput Legende o galaktičkim junacima. Ovaj show je potpuno jedinstven u svakom pogledu. Možete probati serije kao što su Death Note ili vrlo sličnu ali uvredljivu svemirsku operu Code Geas, ali nikada nećete vidjeti inteligenciju koju LOGH uspijeva dati svojoj publici. Ova serija je jedinstvena, i ja vjerojatno nikada više neću doživjeti nešto tako snažno poput ovoga. | ” |
| — theawesomecritics.com, | |   |

| „         | Čini se kao da svatko tko izdrži pogledati ovu seriju do kraja istoj daje uvijek istu ocjenu, 9 ili 10 od 10. Ne bi htio zvučati pompozno, ali potreban je određen stupanj strpljenja kako bi se uživalo u ovom animeu. Osobno, isplatilo se u svakom trenutku. Sada kada sam iznio toliko pohvale, moram iznijeti i nekoliko razloga zašto ova serija nije u mojoj osobnoj dvorani slave...Imam osjećaj da je priča trebala biti izložena malo bolje...Iako razumijem da je animacija iz 1980-ih zastarjela u usporedbi s današnjom, ipak imam dojam da je u nekim pogledima ispod prosjeka za anime serije iz tog razdoblja. | ” |
| — Donwun, | |   |

## Vanjske poveznice
- Legenda o galaktičkim junacima u internetskoj bazi filmova IMDb-a
- Legenda o galaktičkim junacima na Anime News Network Encyclopedia
- Legenda o galaktičkim junacima na AnimeNfo.com
- Gineipedia.com